# Глинська-Чеська волость
Глинська-Чеська волость — історична адміністративно-територіальна одиниця Рівненського повіту Волинської губернії Російської імперії. Волосний центр — село Глинськ.
Була ліквідована наприкінці ХІХ ст., поселення відійшли до Дятковицької та Рівненської волостей.
Станом на 1885 рік складалася з 8 поселень, 4 сільських громад. Населення — 2347 осіб (1144 чоловічої статі та 1203 — жіночої), 374 дворових господарства.
Основні поселення волості:
- Глинськ — колонія чехів за 16 верст від повітового міста, 1067 осіб, 149 дворів; волосне правління; молитовний будинок, школа, постоялий будинок, трактир, 2 лавки, 3 ярмарки, паровий та водяний млини.
- Квасилів — колонія чехів, 676 осіб, 102 двори, школа, 2 портерні, 2 лавки.